# Saint-Michel-de-la-Pierre
Saint-Michel-de-la-Pierre ist eine Ortschaft und eine ehemalige französische Gemeinde mit 185 Einwohnern (Stand 1. Januar 2022) im Département Manche in der Region Normandie (vor 2016 Basse-Normandie). Sie gehörte zum Arrondissement Coutances sowie zum Kanton Agon-Coutainville.
Mit Wirkung vom 1. Januar 2019 wurden die früher selbstständigen Gemeinden Saint-Sauveur-Lendelin, Ancteville, La Ronde-Haye, Le Mesnilbus, Saint-Aubin-du-Perron, Saint-Michel-de-la-Pierre und Vaudrimesnil zur Commune nouvelle Saint-Sauveur-Villages zusammengeschlossen und haben in der neuen Gemeinde den Status einer Commune déléguée. Der Verwaltungssitz befindet sich im Ort Saint-Sauveur-Lendelin.

## Lage
Nachbarorte sind Saint-Aubin-du-Perron im Norden, Le Mesnilbus im Osten, Montcuit im Südosten und Saint-Sauveur-Lendelin im Süden und Westen.

## Bevölkerungsentwicklung
| Jahr      | 1962 | 1968 | 1975 | 1982 | 1990 | 1999 | 2008 | 2015 |
| --------- | ---- | ---- | ---- | ---- | ---- | ---- | ---- | ---- |
| Einwohner | 202  | 190  | 187  | 150  | 177  | 183  | 182  | 211  |

## Sehenswürdigkeiten

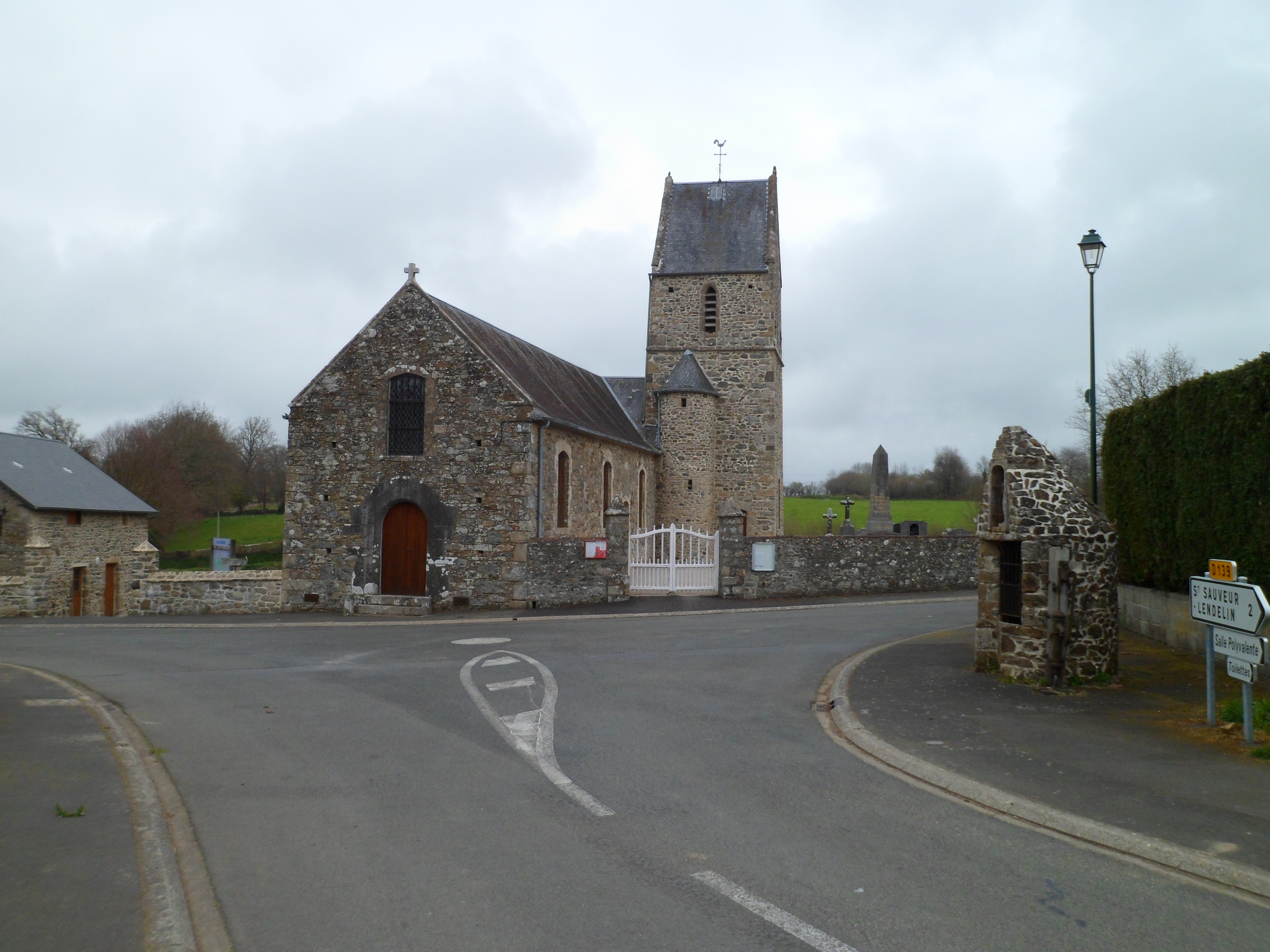
Kirche Saint-Michel

- Kirche Saint-Michel